# Selecká kotlina
Selecká kotlina je vnitrohorská brázda a geomorfologická část podcelku Inovecké předhůří v celku Považský Inovec. Vrcholí strmě stoupajícím Hradiskem (732 m). Kotlina je odlesněná, představuje typ krajiny s kulturní lesostepí a venkovskou sídelní strukturou.